# Bentley, Alberta
Bentley är en ort i Kanada.   Den ligger i provinsen Alberta, i den centrala delen av landet, 2 900 km väster om huvudstaden Ottawa. Bentley ligger 878 meter över havet och antalet invånare är 1 073.
Terrängen runt Bentley är huvudsakligen platt. Bentley ligger nere i en dal. Runt Bentley är det mycket glesbefolkat, med 5 invånare per kvadratkilometer.. Närmaste större samhälle är Sylvan Lake, 16,7 km söder om Bentley.
Trakten runt Bentley består till största delen av jordbruksmark.